# Cicer rassulovae
Cicer rassulovae är en ärtväxtart som beskrevs av Igor Alexandrovich Linczevski. Cicer rassulovae ingår i släktet kikärter, och familjen ärtväxter. Inga underarter finns listade i Catalogue of Life.